# IFixit
iFixit is een website, beheerd door het gelijknamige Amerikaanse bedrijf, onder andere bekend om hun teardowns (demontages). Het is een website die gebruik maakt van wiki's die tonen hoe men IT-apparaten, huishoudapparaten, voertuigen en andere dingen kan repareren. Iedereen kan een reparatiehandleiding voor een apparaat schrijven, of de reeds bestaande handleidingen aanpassen en verbeteren. Daarbij verkoopt de website ook reserveonderdelen en reparatiegereedschap.

## Geschiedenis
iFixit werd in 2003 opgericht in San Luis Obispo door studenten van de California Polytechnic State University Kyle Wiens en Luke Soules. Het idee ontstond toen ze een defecte iBook wilden repareren en geen reparatiehandleiding konden vinden. Het doel van de website was zoveel mogelijk mensen toelaten hun technische apparaten zelf te repareren, en daarvoor de nodige handleidingen beschikbaar te stellen. Het portaal werd bekend door de publicatie van hun demontages van nieuwe gsm's en tablets kort na hun release – zogenaamde teardowns. Bij voorkeur werden nieuwe toestellen van Apple uit elkaar gehaald. Daarvoor vliegen de oprichters zelfs naar Australië, om daar als eerste een nieuw toestel te kopen en te kunnen demonteren in een teardown. Vanwege de tijdzones start de verkoop van Apple-producten eerst in Australië.
De reparatiehandleidingen worden gepubliceerd onder een Creative Commons-licentie (CC BY-NC-SA). Samen met Greenpeace onderzoekt iFixit regelmatig hoeveel gevaarlijke chemicaliën in elektronicaproducten vervat zitten, of de grondstoffen erin gerecycleerd kunnen worden en hoe repareerbaar de toestellen zijn. In samenwerking met een aantal partners is iFixit ook betrokken in de opbouw van het CloseWEEE Recycler Information Center, dat recyclecentra moet helpen met het demonteren van elektronische apparaten.
iFixit bouwde in 2011 een Software-as-a-Service-platform met de naam Dozuki, waarmee iedereen de software kan gebruiken om zijn eigen technische documentatie en reparatiehandleidingen te maken. Onder meer het Make: tijdschrift van O’Reilly maakt hiervan gebruik.
Sinds 2013 heeft iFixit een kantoor in Stuttgart, vanwaar 30 Europese landen bediend worden. In 2017 opende hun eerste winkel zijn deuren in de vorm van een Repair Café, in de Fluxus-Mall in Stuttgart.
In april 2014 ging iFixit een samenwerking met Fairphone aan, waarbij reparatiehandleidingen en reserveonderdelen van de Fairphone gedistribueerd worden. Ook in 2014 begon de samenwerking met het Microsoft Registered Refurbisher Program in het Pro Tech Network om kleine reparatiebedrijfjes te ondersteunen gebruikte hardware te herstellen voor verder gebruik.
Vanwege de publicatie van een demontage van een Apple-TV alvorens de officiële verkoop van start ging in 2015, trok Apple de ontwikkelaarslicentie van iFixit in en verwijderde de app uit de App-Store. Sindsdien is er geen iFixit-app meer beschikbaar voor iOS, maar is wel de website toegankelijker gemaakt voor mobiele toestellen.

## Teardown
Teardown betekent letterlijk afbreken of ontmantelen. In praktische zin is het een demontage of uit elkaar halen van een apparaat. Hierbij worden alle interne componenten van een technisch toestel zichtbaar. iFixit gebruikt dit begrip sinds 2007 voor de stapsgewijze demontage van apparaten. Hierbij worden gedetailleerde foto's en röntgenfoto's genomen, worden de stappen omschreven en de onderdelen geïdentificeerd. Tot slot geeft iFixit een inschatting van hoe gemakkelijk het toestel te repareren is, de repareerbaarheidscore. Toestellen die heel eenvoudig te repareren zijn krijgen een score van 10 op 10. Hoe lager de score, hoe slechter het valt te repareren. De teardown besluit met de bijzonderheden van de repareerbaarheid van het toestel die het van andere apparaten onderscheidt.
De Fairphone 2 kreeg daarbij een repareerbaarheidscore van 10, terwijl de Microsoft Surface Laptop een score van 0 (niet repareerbaar) kreeg.
Internationale tijdschriften en online media gebruiken regelmatig de resultaten van de iFixit-onderzoeken in hun artikels en refereren daarbij vaak aan de teardown.